# Borowykowe
Borowykowe (ukr. Боровикове) – wieś na Ukrainie, w obwodzie czerkaskim, w rejonie zwinogródzkim. W 2001 roku liczyła 331 mieszkańców.

## Historia
Nazwa wsi pochodzi od nazwiska dwóch braci Borowyków, Andrija i Semena, którzy zamieszkali z rodzinami na tym obszarze, przeprowadzając się z okolic Czerkas.
Najstarsze wzmianki o wsi, w drukowanych źródłach, znajdują się w poemacie Hajdamacy, napisanym przez Tarasa Szewczenkę. W historycznej literaturze o wsi wspomina krajoznawca Ławrentij Pochyłewycz w swojej pracy poświęconej zamieszkałym terytoriom guberni kijowskiej.
W 1855 roku we wsi było około 100 gospodarstw. Wieś należała do rodziny zrusyfikowanych Niemców Engelhardtów.